# 冠山 (廿日市市)
冠山（かんむりやま）は、広島県廿日市市にある山である。標高は1338.98mで、広島県内で2番目の高さである。なお、山頂には一等三角点(区分は本点)が設置されている

## 解説
中国山地の西部に位置しており、山域は付近の十方山などともに、西中国山地国定公園に指定されている。頂上付近が冠型という特徴的な形をしており、中国自動車道など吉和地域の多くの場所から見ることができるため、旧吉和村のシンボル的存在でもある。一等三角点研究会の制定した一等三角点百名山や、山と渓谷社関西支社が制定した中国百名山、あるいは広島県山岳連盟が制定したひろしま百山に指定されている。なお、冠山という名前の山はこの山以外にも多くあり、広島県内でも6つ存在するため、吉和冠山、安芸冠山（中国新聞など）と呼ぶこともある。山の北側の懸崖上の展望地からは十方山、恐羅漢山、大神ケ岳などが見え、眺望は大変良い。また、山口県との県境に近く、県境上にある寂地山とともに登られる。

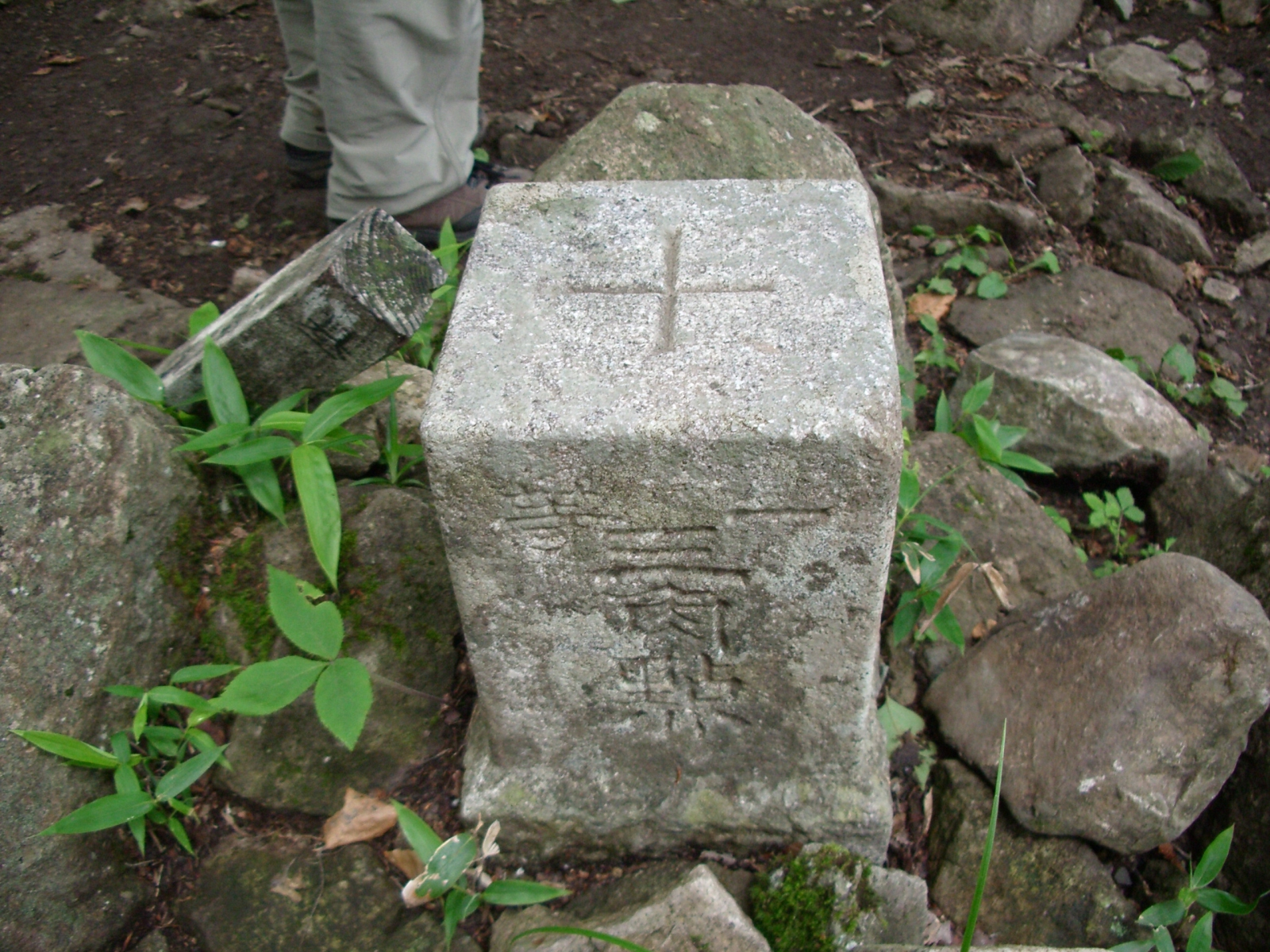
山頂の一等三角点

## 山の自然
雄大な景観で植物学的にも珍種に富んでいる。また、南に広がる冠高原にはレンゲツツジの群生する名所として知られている場所もあり、広島県は天然記念物に指定している。山林は標高1,000mを超えた付近で、冬季の雪の重みのために、樹木の根元が下りに向かってJの字に曲がって来るようになる。また、森林限界が標高1,200m付近にあり、これより高い山頂付近では高い樹木は見られないが、カタクリ、オオヤマレンゲ、ブナなどが群生しており、植生は麓や中腹同様に豊かである。その森林の中にはヤマドリや小動物の生息も確認されている。また、冠山から流れる清流はとても美しいため、その川の中にはアマゴやゴギなどの川魚の他にも、清流でしか生きられないとされるイシドジョウなどの生息が確認されている。このため、当地は水源の森百選にも指定されている。また、この水質の良さを利用して、麓の旧吉和村では、米や、ワサビ、ほうれん草の栽培や、アマゴの養殖など、農水産業を活発に行っている。なお、この清流は広島市内で広島湾に注ぐ一級河川太田川の源流でもある。

## 中津谷渓谷
冠山山中には前述のとおり、清流が多く流れている。この中でも特に知られているのが中津谷川が作り出した中津谷渓谷である。全長10数kmのこの渓谷は、冠山の冷たい雪解け水を集めて流れる中津谷川と清々しい緑、そびえ立つ巨岩や奇岩が生み出す絶妙の景観で知られる。その景観は吉和でも最も美しいとされ、訪れる人々に四季折々の表情を見せ、その心を癒してくれる。また、清流に生息することで知られる山女魚の渓流釣りができ、遠路はるばる九州方面や関西方面からも多くの釣り客が訪れる。

## 脚註
1. 1 2  一等三角点研究会HP内一等三角点百名山一覧
2. 1 2 3  ひろしま百山（広島県山岳連盟著　中国新聞社刊）
3. 1 2 3 4 5  冠山登山（はつかいち観光協会吉和支部）
4. 1 2 3 4  吉和ナビ（はつかいち観光協会吉和支部）
5. 1 2 3 4 5  中津谷渓谷　NEXCO西日本
6. 1 2 3  中津谷渓谷 （ なかつだにけいこく ）　広島県観光ホームページ
7. 1 2 3  中津谷渓谷［なかつだにけいこく］　広島広域都市圏協議会　イチ押し!情報ステーション　リーブラ